# Constantinos Makrides
Constantinos Makrides (* 13. Januar 1982 in Limassol, Zypern) ist ein ehemaliger zyprischer Fußballspieler.

## Verein
Makrides spielte für die Vereine Apollon Limassol, Ethnikos Assias und APOEL Nikosia, ehe er in die Ukraine zu Metalurh Donezk wechselte. Dann folgten Omonia Nikosia, erneut Metalurh Donezk und APOEL Nikosia. Die Karriere beendete der Mittelfeldspieler 2018 bei seinem Heimatverein Apollon Limassol. Insgesamt gewann er in seiner Karriere viermal die Meisterschaft und je fünfmal den Pokal sowie den Superpokal auf Zypern.

## Nationalmannschaft
Makrides war von 2004 bis 2016 Spieler der zyprischen A-Nationalmannschaft und erzielte in 77 Länderspielen insgesamt fünf Treffer.

## Erfolge
- Zyprischer Meister: 2004, 2007, 2010, 2016
- Zyprischer Pokalsieger: 2006, 2008, 2011, 2012, 2016
- Zyprischer Superpokalsieger: 2004, 2008, 2010, 2012, 2016